# Handroanthus chrysanthus

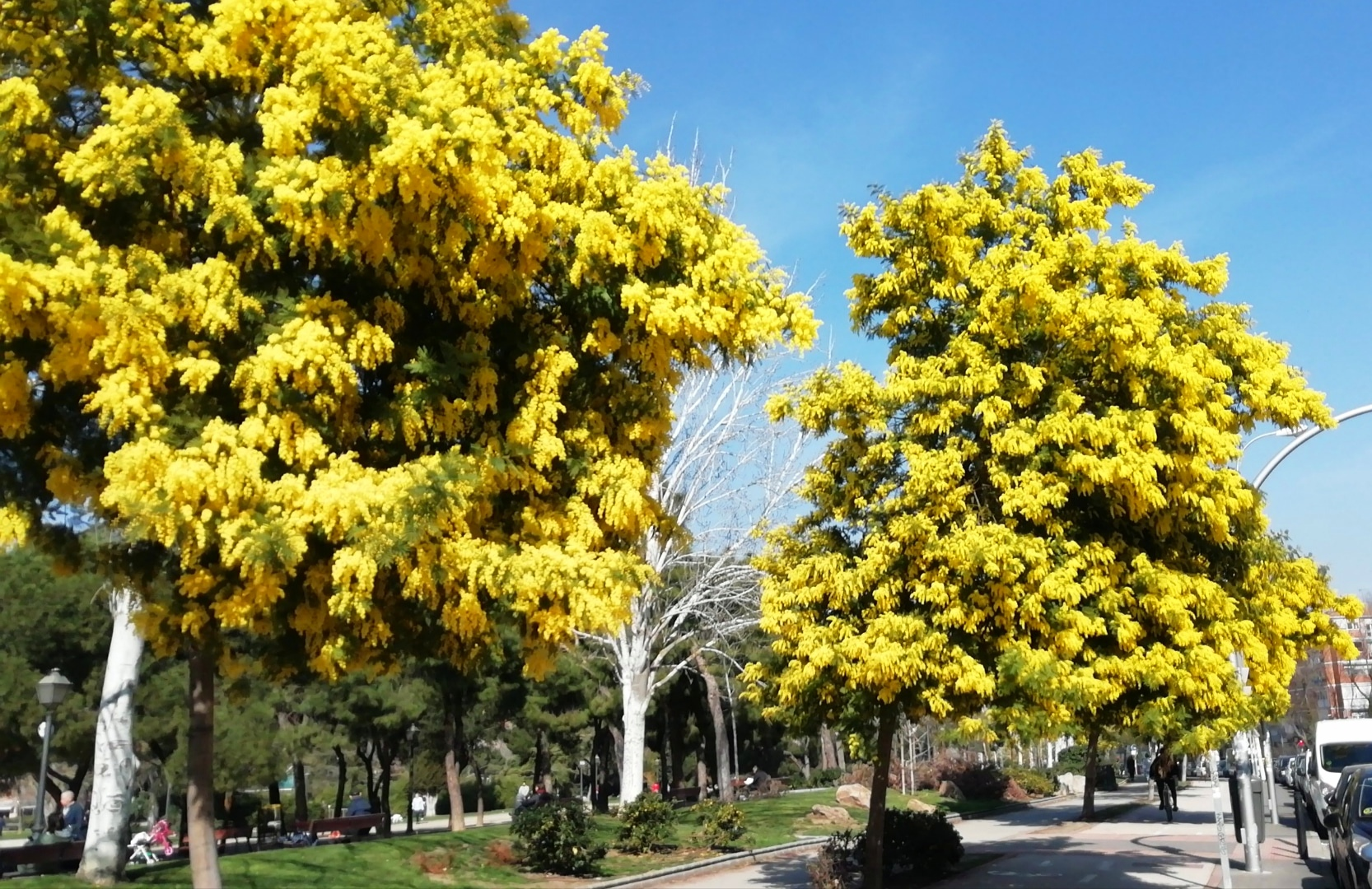
Ipés en flor (Madrid)

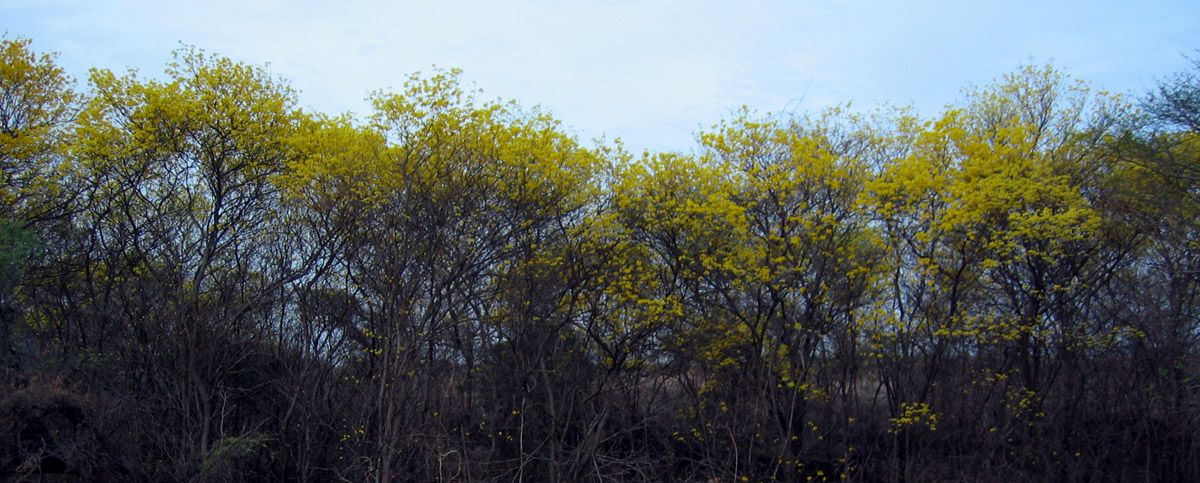
Ipés en flor (Anzoátegui, Veneçuela)

Handroanthus chrysanthus és un arbre de la família de les bignoniàcies natiu dels boscos secs de la zona intertropical americana. És un arbre famós per les seves flors d'un color groc intens. Va ser declarat arbre nacional de Veneçuela en 1948.

## Noms comuns i etimologia
L'arbre és conegut com a araguaney a Veneçuela, guayacán a Equador, Perú i Panamà, guayacán groc o cañahuate a Colòmbia, lapacho groc a Argentina i Paraguai, i tajibo a Bolívia.
Chrysanthus és una composició de paraules gregues que signifiquen "flor d'or". Araguaney prové del carib arevenei, mentre que guayacán prové del taíno waiacan.
Un dels seus sinònims "flor groga" és epònim d'una localitat situada a la ciutat de València (Veneçuela), Carabobo, Veneçuela; atès que abundaven en aquest sector. 

## Classificació i descripció
És un arbre que arriba fins a 5 m d'alt o més; el tronc pot arribar a tenir un diàmetre de fins a 60 cm, és caducifoli (perd les fulles en condicions de sequera), branques escasses gruixudes i ascendents; fust recte. L'escorça és aspra de color gris a cafè fosc, té esquerdes verticals, profundes i formen plaques amples de color cafè fosc. Fulles oposades, amb 5 fulloles, de 5 a 25 cm de llarg i de 8 a 20 cm d'ample. Les seves flors campanulades (en forma de campana), grans, en grups d'inflorescències, de 5 a 12 cm de llarg, de color groc clar, molt vistoses amb línies vermelles en el coll. Els fruits són càpsules cilíndriques, estretes, d'11 a 35 cm de llarg i 0,6 a 2 cm d'ample, dehiscents (que s'obren espontàniament a la maduresa). Llavors alades, aplanades, de 1,5 a 2 cm de llarg i 1 cm d'ample, de color gris platejat.

## Distribució i ambient
Es troba en un rang altitudinal que va del nivell del mar fins als 1700 msnm, amb precipitacions anuals de 1500 a 3000 mm i temperatures de 18 a 23°. Prefereix sòls de textura franca a franc sorrenca amb bon drenatge intern i extern i un pH de 6 a 8,5. L'espècie és originària d'Amèrica Tropical des de Mèxic a través d'Amèrica Central fins a Colòmbia, Veneçuela, Equador i Nord de Perú.

## Ecologia
Creix en els boscos tropòfils dels planes veneçolanes, en àrees de clima Aw i fins i tot BS (intertropical semiàrid) segons la classificació climàtica de Köppen, a les zones semiàrides del nord de Veneçuela, així com d'altres països americans. La seva floració, que deixa una catifa de flors grogues, així com la seva fructificació, es produeixen durant l'època seca (de febrer a abril), de manera que les llavors dels llegums puguin aprofitar les primeres pluges, encara que a Equador l'aflorament es produeix en el final de l'època seca des de finals d'octubre a desembre.

## Estat de conservació
La seva fusta és considerada com una de les més dures i pesades en els neotròpics. És difícil de raspallar i tallar, durable i molt resistent als tèrmits i a l'aigua salada. És utilitzada en construccions de mobles, carrosseries, pisos per a ús industrial i artesanies fines. Aquesta espècie ha estat emprada en arboricultura urbana, voltes vives decoratives, per a ombra i embelliment de finques. És excel·lent espècie melífera.
Aquesta espècie té una categoria d'espècie amenaçada (A) segons la NOM-059-ECOL-2010.

## Taxonomia
Handroanthus chrysanthus va ser descrita per (Jacq.) S.O.Grose i publicat en Systematic Botany 32(3): 664. 2007.
Etimologia
- Handroanthus: gènere creat per J.R. Mattos en 1970 per diferenciar part de les espècies del gènere Tabebuia. El nom Handroanthus va ser un honor del botànic brasiler Oswaldo Handro (1908-1986).
- chrysanthus: epítet llatí que significa amb flors de color daurat.[7]

Varietats
- Handroanthus chrysanthus subsp. meridionalis (A.H.Gentry) S.O.Grose
- Handroanthus chrysanthus subsp. pluvicola (A.H.Gentry) S.O.Grose

Sinonímia
- Bignonia chrysantha Jacq.
- Handroanthus chrysanthus subsp. chrysanthus
- Tabebuia chrysantha (Jacq.) G.Nicholson
- Tabebuia rufescens J.R.Johnst.
- Tecoma chrysantha (Jacq.) DC.
- Tecoma evenia Donn.Sm.
- Tecoma palmeri Kraenzl.

subsp. meridionalis (A.H.Gentry) S.O.Grose
- Tabebuia chrysantha subsp. meridionalis A.H.Gentry
- Tabebuia spectabilis (Planch. & Limitin) G.Nicholson
- Tecoma chrysantha subsp. meridionalis A.H.Gentry
- Tecoma spectabilis Planch. & Limitin[8][9]